# Kaliforniai oroszlánfóka

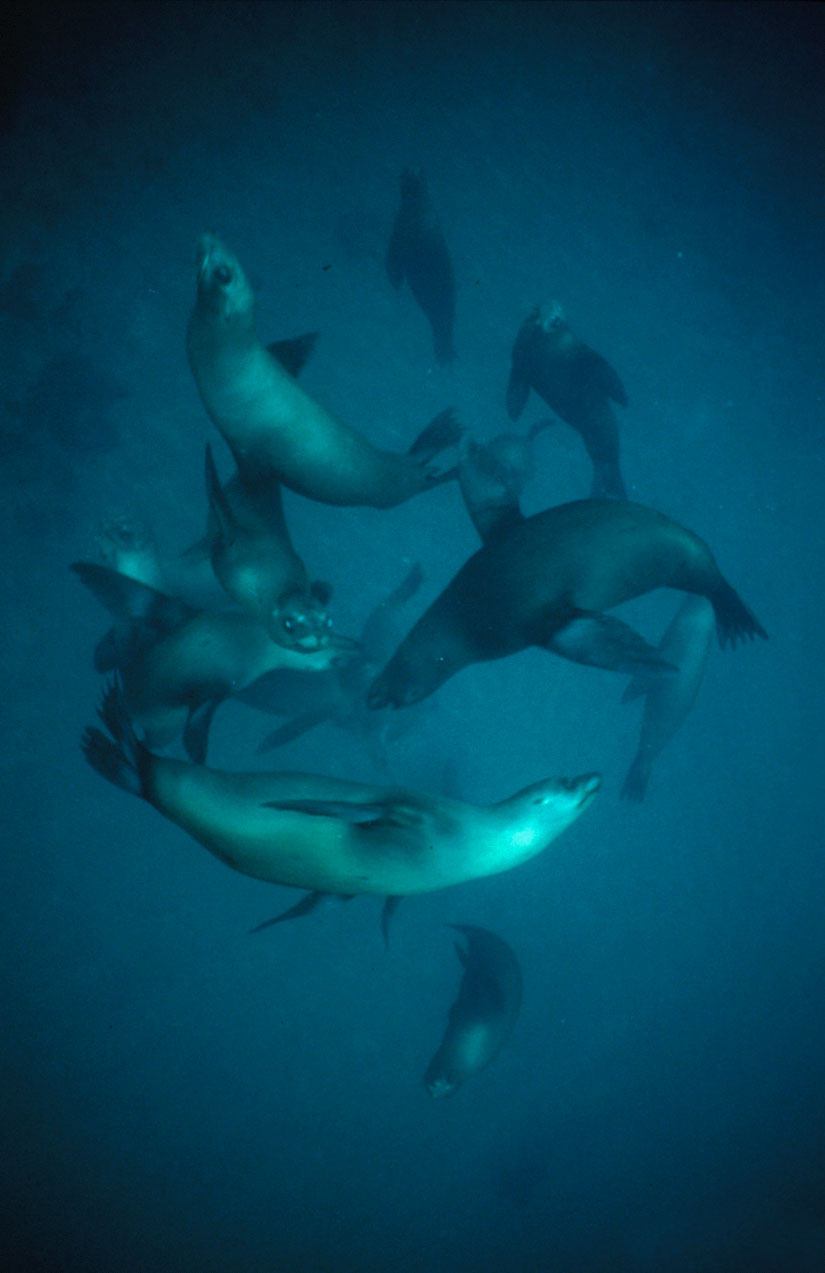
Oroszlánfókák a tenger mélyén

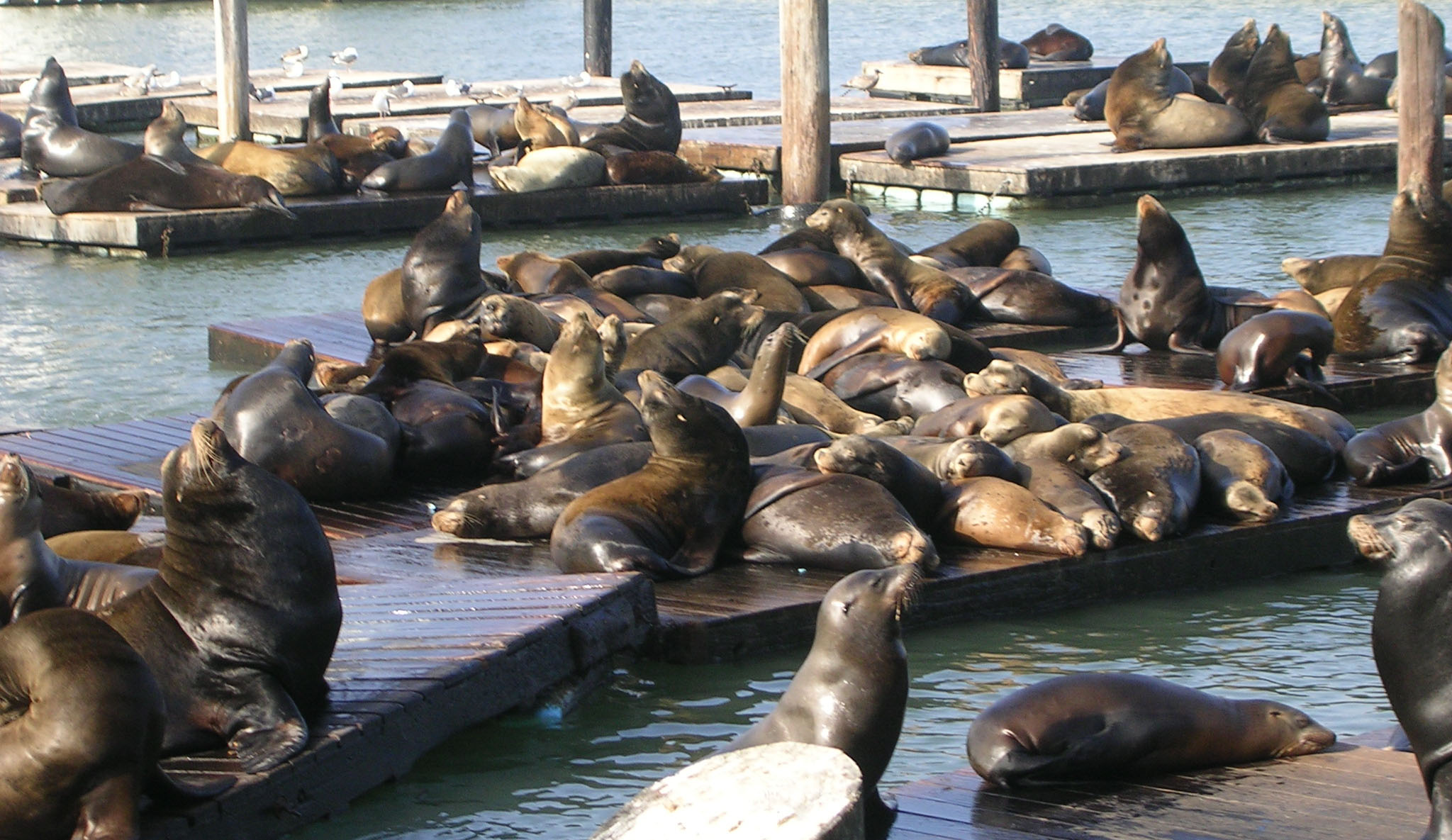
San Francisco híres 39-es mólóját is belakták a fókák

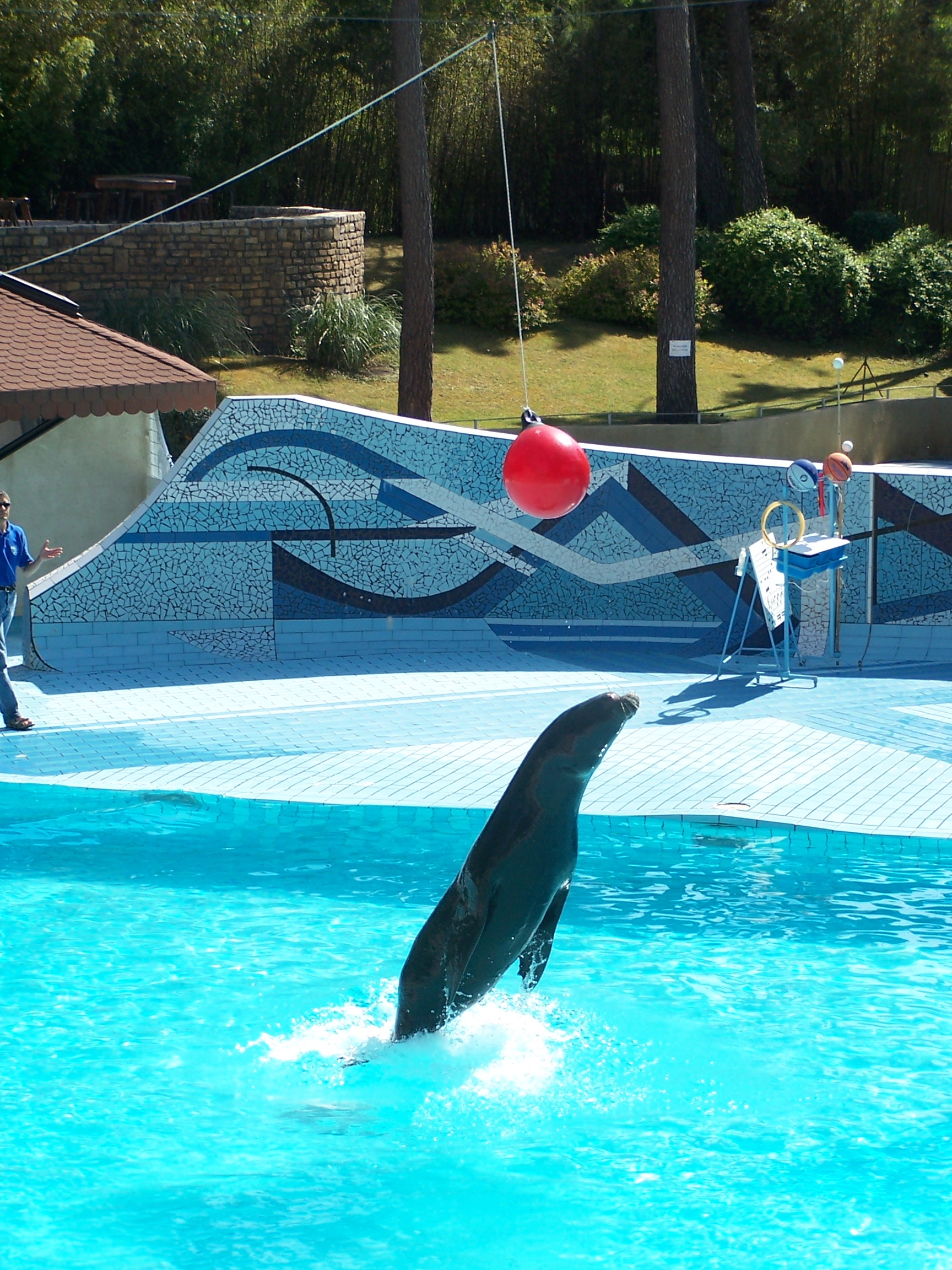
A kaliforniai oroszlánfóka jól idomítható, játékos természetű faj

A kaliforniai oroszlánfóka (Zalophus californianus) egy, a fülesfókafélék (Otariidae) családjába tartozó csendes-óceáni fókafaj, amely kiválóan alkalmazkodott az emberek közelségéhez. Csapatai gyakran láthatóak kikötők, mólók közelében. Mivel rendkívül intelligens, a vízibemutatók kedvelt szereplője.

## Előfordulása
A faj, mint neve is mutatja, a Kaliforniai-félsziget és a Kaliforniai-öböl övezetében fordul elő leginkább, a párzási időszakban az állomány zöme ezen a tájon összpontosul. Az év többi részében jóval északabbra, egészen Alaszka partjaiig, és délebbre, Mexikó középső vidékére is eljuthat. Olykor az óceánba ömlő folyókba is felmerészkedik.

## Megjelenése
A faj egyedeit rövid, a hasi és a háti részen világosabb barna szőrzet borítja, amely vizesen feketének tűnik. A kölykök első hónapjukban sötétbarnák, majd 4-5 hónapon keresztül világosbarna a szőrzetük. Ezt követően érik el a sötétebb alapszínt.
A kifejlett oroszlánfóka hímje jóval nagyobb a nősténynél, és koponyataraja is markánsabb. Hossza 2,2-2,4 méteres, testtömege pedig 275-390 kilogrammos is lehet. A tehenek kevésbé robusztusak, ha 1,8-2 méteres hosszúságukat tekintve nem is sokkal, de mázsa körüli (91-110 kilogrammos) tömegükkel annál inkább elmaradnak a bikáktól.

## Életmódja
A kaliforniai oroszlánfóka jellemzően társas lény, több száz egyedet számláló kolóniákban élnek. Főbb tápláléka a halak és a puhatestűek. Ritkán, táplálékbőség idején - például folyók torkolatánál - több példány is összegyűlhet. A fókák gyakran működnek együtt különféle cetekkel és tengeri madarakkal táplálékkeresés közben, amikor is a ragadozók jelzik egymásnak a zsákmány hollétét és segédkeznek a felszín felé terelésében.
A táplálék felkutatásában visszhanglokátoros rendszert használ, illetve különösen érzékeny bajuszszőrei is segítségére vannak.
A faj akár 274 méteres mélységig is képes lemerülni tengerszint alatt, és úszva 25–30 km/h-s sebességet is elérhetnek. Úszóikkal a parton is meglehetősen jól közlekednek, szemben a valódi fókafélékkel. A faj intelligenciája és memóriája kiemelkedő, egyesek egyenesen a legintelligensebb állatnak tartják.

## Szaporodása
A július elejére eső párzási időszakban az ivarérett fókák elhagyatott szigeteken és tengerpartokon gyülekeznek, ahol a bikák territóriumot igyekeznek kialakítani, amit vehemensen védelmeznek a betolakodókkal szemben. Minél központibb területen sikerül kialakítania a territóriumot, annál több tehénnel párosodhat. Ezt a hatalmas előnyt a körülbelül két hétig tartó időszak alatt olyannyira kihasználják a hímek, hogy még táplálkozni sem hagyják el a partot.
A tehenek vemhessége mintegy 11 hónapig tart, és a párzás színhelyére térnek vissza világra hozni egyetlen, 6-9 kilogrammal születő borjukat május–júniusban.
Az anyaállatok a koruktól, a borjak nemétől és a táplálékviszonyoktól függő ideig (6 hónaptól akár 1 évig) kicsinyeiket rendkívül zsíros tejükkel táplálják, és az ellés után mintegy négy héttel már készek a következő párzásra. A borjak olykor áldozatul eshetnek a hímek vad, hangos és komoly sérülésekkel járó csatározásainak. A táplálkozni rendszeresen eljáró nőstények hangjukról ismerik fel kicsinyeiket a zajos, zsúfolt kolóniákban.
Az igen játékos és tanulékony fiatal oroszlánfókák 4-5 éves korukra érik el az ivarérettséget, és fogságban akár 30 évig is elélhetnek.

## Természetvédelmi helyzete
A kaliforniai oroszlánfóka állománya folyamatosan gyarapszik évi 5-6%-kal, köszönhetően az Amerikai Egyesült Államok vizein biztosított teljes körű védelemnek. Ezen nem sokat változtat, hogy ez az állat is derekasan pusztítja az emberi fogyasztásra alkalmas halakat, és olykor a halászhálókba akad. Néha a vadonból fognak be példányokat állatkertek, cirkuszok vagy akváriumok számára. Az amerikai hadsereg számos fókát tart és idomít be felderítési és szállítási feladatok elvégzésére.
Számos tudós mind a mai napig a kaliforniai oroszlánfóka alfajának tekinti a sebezhető státuszú galápagosi és a 20. század közepén kihalt japán oroszlánfókát.
Magyarországon a Budapesti Állatkertben és a Nyíregyházi Állatparkban tartanak kaliforniai oroszlánfókákat.